# Lac Lower Twin
Le lac Lower Twin (en anglais : Lower Twin Lake) est un lac américain dans le comté de Shasta, en Californie. Il est situé à 1 993 mètres d'altitude au sein de la Lassen Volcanic Wilderness, dans le parc national volcanique de Lassen.